# スピーシーズドメイン
『スピーシーズドメイン』は、野呂俊介による日本の漫画作品。秋田書店の『別冊少年チャンピオン』にて、2013年11月号から2020年2月号まで連載。

## あらすじ
異世界からの取り替え子が稀に起こり、エルフやドワーフなどの亜人が普通に暮らす世界。だが、彼らは特に異能を使えるわけではない。
魔法を使えない女子高生エルフ、風森弦子はエルフらしい雰囲気を保つために孤高の学園生活を送っていた。そこに魔法のような独創科学を使う大機が現れ、彼女の人間関係は次第に変化していくことになる。
はじめは周りから良くも悪くも浮いていた風森だったが、大機を筆頭とした「クリエイティ部」の面々や個性豊かなクラスメイトたちとの交流、体育祭や文化祭といったイベント、自身を含む友人たちの色恋沙汰を経て少しずつ周りと打ち解け成長していく。

## 亜人
異世界の種族の血を引く存在。作中では取り替え子と混血の2種類が存在する。いずれも、頭部に特徴的な装飾品をつけていることが多い。また、各人種のコミュニティサイトがある。
取り替え子は新生児が突如異世界の種族と入れ替わってしまったもので、純粋な亜人種。多少異世界における本能を有しているが、基本的には個性が非常に分かりやすい人間に過ぎない。取り替え子を育てる義務はないようで魅重義のように施設に引き取られる子も一定数存在している。
混血は、性別は問わずに必ずどちらかの種族の特徴のみを引き継ぐ。
作中では、明言されてない種族も含めて、翼人、鬼、エルフ、ドワーフ、天狗、獣人、サキュバス、人魚、河童、セルキー、魔法使い等がいることが語られている。
彼らは魔力を用いてドメインと呼ばれる特殊能力を発動できる。ただし、通常世界には魔力が乏しく、魔法使いやダークエルフ、人魚など自力で精製できる種族以外は使えない。また、人間（ノーマル）は科学という魔力を使わないドメインを持っているとされる。亜人はスマホなどの一部の機械を魔力なしには利用できない。魔力は外部から供給することでこちら側の世界でも発動可能。
亜人は基本的に名字がその種族を連想させる文字を含むようになっており、作中キャラもそれを把握している。例を挙げると、エルフは「木」（ダークエルフの場合は「黒」が加わる）、翼人は「羽」、鬼は「鬼」、人魚は「水」、などとなっている。なお、人間の家系であると、それらを含まないことが多い。
二種族混合家庭の場合はそれぞれの文字を取って新たに苗字を作ることもできる。
異世界からこちらへの取り替え子の際は、異世界側から誰を向かわせるかの選択が可能。また、こちら側において同じ血筋を引く家庭が対象となる。元々亜人は取り替え子が表面化する以前から国によって存在が把握されており、名字のルールもそれによるもの。
取り替え子の目的は疎遠になりつつあるこちら世界と異世界のつながりを保つためにお互いの世界の存在を強く認識させること。異世界側の認識では、異世界の来訪者と現地人には深い溝がありそれゆえに異世界の存在が意識されると思われていたが、意外にも亜人が日常に組み込まれて行ってしまったことで思惑が外れてしまった。異世界側から選ばれる赤ん坊は物語性を強めるために高貴な血筋のものが選ばれることが多い。

## 常識
最終盤に語られた概念。個・魂・世界の常識の３つに大きく分けられる。
個の常識は一個人が経験や価値観によって培われる常識であり、魂の常識は輪廻転生によって複数の個の常識が魂に蓄積されることによって得られる常識である。世界の常識は世界そのものに備わる常識とされる。
世界は上記の常識が少しずつ蓄積されることによって変化するものと考えられている。異世界では科学という常識がないために科学によって引き起こされる現象は一切機能せず、そのため機械を異世界に持ち込んでも動かない。一方で、異世界における常識の敷居自体は低く、魔法はその常識を覆す力という常識があるため、科学という実績を積み重ねた堅牢な常識が世界を占めるこちら側において使用が困難。こちら側でも魔力の源泉である龍脈というものが存在していたが、科学によって魔法が塗りつぶされた結果、ほとんど枯渇してしまっている。
一般に個の集合常識と世界の常識が基盤となっている世界においては、たかだか一人がもつ個の常識によって常識が覆されることはない。例外として今まで一度も輪廻転生を経験していない新しく生まれた魂は常識知らず（ルールメイカー）と呼ばれ、世界の常識の影響を一切受けず、新しい常識を生成することができる。言い換えれば、その個体自体が新しい「世界」であり、その気になれば新たな種族を生み出し、神や悪魔、概念になったり、新たな世界の創造さえ可能とされる。知性にある存在として生まれることは稀で、大概は各生物の突然変異として出現し、種の多様性の理由となっている。安定させるには、常識を預かる者（ルールキーパー）を確立し、その方向性を制限する必要がある。

## 登場人物

### 主要メンバー
風森 弦子（かざもり いとこ）
本作の主人公、エルフの取り替え子。高校1年生。エルフらしい尖った耳とロングの黒髪が特徴的で、葉っぱを意匠した髪飾りを身につけている。エルフに強い憧れを抱いており、自身が取り替え子であることも相まって幼少期から異世界のエルフと同じような存在であろうと努力している。その結果周囲からは魔法が使えそうと言われるほどの雰囲気を纏えるようになったが、実際は憧れるばかりで使うことができないことにコンプレックスを抱いている。一方で家ではだらしない姿を見せたり、友達になった羽井に笑顔を見せたりと年相応の少女としての性格も持ち合わせている。
高校入学まではエルフらしくあろうと森厳な態度を一貫して、周りから距離を置かれるような立ち位置を積極的にとっていた。入学後しばらくの間もその姿勢を貫いていたが、屋上に閉じ込められた際に見せられた大機の魔法のような科学を見て以来、少しずつ心情・性格に変化が見られるようになった。普段は取り繕っているが、上述のような生活を長くしていた影響でコミュ障な行動・性格をとることも多く、羽井と友達になる際は友達の作り方がわからずネットで調べようとしたり、いざ友達となってからは積極的に距離を詰めすぎて自分でもやりすぎたと後悔するなどの様子が見られた。クリエイティ部の面々との交友を通じてクラスメイトとも仲良くなるなど改善している姿が見られるようになり、文化祭の後夜祭で自分の心中を歌詞とした歌を披露してからは素の自分を曝け出すことに抵抗もなくなるようになった。
エルフに対するあこがれは非常に強く、幼少期の回想では同級生に魔法が使えないと言われた際には泣いて抗議をしたり、自作のエルフ語を母親に披露したりなどエピソードは枚挙にいとまがない。ロングヘアにしているのも、髪に魔力が宿るということで伸ばした結果である。そのため、不慮の事故でバッサリ切る羽目になった際は、泣き出してしまった。また、イメージを優先する思考から思いがけない事態に巻き込まれることがある。例えば、体育の時間に余裕な表情を作っていたために足が速いと誤解され、体育祭ではリレーのアンカーに推薦されたことがあったりした。当初大機に近づいたのも彼の力でエルフらしく魔法を使えるようになりたいと考えていたためであったが、彼女の望む風魔法を使える様になるのは不可能だと断定されせいぜい超強力な羽根無し扇風機程度のものしか作ってもらえなかった。
羽井が自分と大機の関係について尋ねてきたりすることについては辟易することがあるが、海水浴場で仲のいい男女について察したり田中とアンリのデートを覗き見したりするなど恋愛について興味がないわけではない。風森自身の恋愛観としては、取り換え子のエルフという物珍しさ故に本気でない好意を向けられることが多かったため、他者からの恋愛的好意を遠ざけるきらいがある。大機に対しては出会った当初から好意を抱いていたが、その感情を自覚できていない期間が長かった。終盤、大機に対しての好意を自覚してからはすぐに告白をし晴れてカップル成立となった。
異世界留学でやってきたジンは風森と取り替えられた子供。取り替えられた時点で風森のほうが少し成長していたことから姉弟の関係となっている。
元の世界ではヴァルユング王家の王女。ドメインは風や樹木に関する魔法の発動。魔力を溶かした水（エリクサー）を飲んでドメインを発動させた際は世界樹オルアージュを生み出し、大機と共に龍脈の活性化を行った。オルアージュはその後大機と風森を君主とした王国・天空都市レプレツィアと名前を変えて異世界との出入り口になった。
音無森 弦子（おとなもり つるこ）
大機が作った未来シミュレータ「ラプラス」による高度な予測によって生成された、風森の晩年の人格を移植したアンドロイド。外見は小中学生のような姿だが老人口調。名前は大人の風森という意味。
みょるづきさんより高度らしく自由に喋ることが可能。今までの発明品が全て組み込まれている。そのため、重力操作による軽量化＋強力羽根無し扇風機の風力で空も飛べる。
後々アンドロイドである彼女を本人が追い越さないようにするため外見は幼い姿にし、「大機発彦の娘」ということにされている。食事も睡眠も不要なアンドロイドとなったので、身一つで旅に出ている（大機とは連絡がつく模様）。ただし、少なくとも不要なだけで食事・睡眠自体はできる様子（睡眠は4巻カバー下にて）。外見年齢的にバイトができないため、旅先での金は予知による宝くじで賄っているが、大機に呆れられた。
元々は10年後までの予測記憶を持った人格で、シミュレーションを終了すれば消えてしまう運命だった。本人もそれは承知しており、別れ際には自分の生涯を最後までシミュレートするようにお願いした。しかし、既に別の個人と認識するようになってしまったクリエイティ部メンバーは彼女の人格データを消去することができず、生涯を終えるところまでシミュレートした人格をアンドロイドに移植することとなった。これが音無森誕生の経緯である。この1件よりドライになりきれないと未来人を増やしてしまうという理由から、ラプラスは封印されることとなった。ちなみに、このことを含めてラプラスは予測済みであり、シミュレート世界の方にも同様の経緯で制作された別の音無森が存在していたとのこと。クリエイティ部メンバーに知らせていなかった秘密として、実はシミュレート世界の未来における他のメンバーの人格、そして世界自体も内包しており、脳内で会話し、体を作り変えることで制御を他の人格に渡すことも可能となっている。
10年後の段階で森厳な振る舞いは放棄しており、自然に笑う明るい性格となっていた（むしろ「当時」の自分の振る舞いを恥じていた）。大機とは彼が起業した会社の経営管理という関係で、下の名前で呼んだり別れ際にキスをしたりとかなり親密になっている様子。「ちゃんとしたのは今の私に貰いなさい」と、「当時」の段階ですでに多少なりとも好意があるようなことを仄めかしている（後の回想から、在学中の冬に付き合うことになったようである）。
後に、隕石が地球に接近するタイミングで日本に帰還する。その目的は、自身の引力操作機能で接近中の隕石の軌道を地球直撃コースに変更すること。これは、本来のラプラスの予測では直撃しないはずだった隕石が直撃しそうになるという大事件を引き起こすことで、自身の知る未来とは別の未来へと進ませるため。そして何より、この時代の風森を異なる可能性に進ませることで自身の大機との思い出を自分だけのものとするためであった。ちなみに、大機が失敗したら最悪自滅覚悟で対処するつもりだった。この出来事がきっかけとなり異世界からジンが留学する事となったため、自分の知らない未来へ進めさせるという目的は達成されたようである。
最終的に内包世界にいる大機のルールメイカーの力を借りて、内包世界を通常世界から独立した存在に変えた。ただし、あくまで彼女の中に世界が存在しているという状態は変わらず、彼女の存在が失われると内包世界も消滅してしまう。その為、自分を星にでも作り替えようかと考えている。

大機 発彦（おおき はつひこ）
風森の同級生でノーマルの少年。科学バカで全ては科学で説明できると豪語し、この世界に魔法は存在しないと断言する。
科学好きが転じて多くの発明品を作っているが、その殆どは科学とは名ばかりの非現実的な魔法のような（例えば壁のすり抜けを可能としたり重力を操る事ができるようになったりする）道具ばかりである。これらの原理は量子のトンネル効果や重力子グラヴィトンがもとであると主張しているがいずれも現実的なものではなく、作中ではもっぱら独創科学や大機の科学と称されている。魔法に憧れその存在を信じている風森からはこれらを魔法であると言われているが頑なに科学であること主張している。またその時の彼女のリアクションを見ては楽しんでいる節がある。
大抵の非科学的な現象は柔軟な発想のもと生まれる独創科学を下地として実現することができるが、大機なりの理屈があるようで風森に作って欲しいと頼まれた風を自由に操る発明品などは非科学的で不可能だと断じるなど変に頭が硬いところもある。音無森曰く、本当は無理だと思っていることを発明品で実行すると、「失敗＝爆発」というイメージから失敗作として爆発してしまうらしい。風森からは思い込んでいる通りの結果になると認識されている。そのため、理論を補強して説得してやることで外部意見による機能追加も可能。
また発明品に頼らず自分の体で独創科学を再現することもある。作中では「極限的に考えれば1分の1も100万分の1もほぼ同じ」として、未来を思った通りの結果に収束させるという常軌を逸した能力（理論武装・確率論）などを見せている。他にも体内の電気信号を操って高速移動をすることも可能。
大概のことには驚かない性格であるが、前述のラプラスが10年以内に田中が死ぬという予測を出した時はかなり驚いた表情を見せている。また、風森がさらわれたと知るやすさまじい怒気を放って助けに表れるなど、彼女に対して好意を伺わせている。
大機の発明品には決定的な欠陥があり、彼の認識・管理下でないと機能しない。そのため、クリエイティ部のメンバーからは魔法に近いのではないかと疑われているが、断固否定している。幼いころからこういった超常的な技術を有していたが、発明品を父親を経由して大学に提供した所、大学ではその発明品を稼働・再現できなかったためにやんわりと「非科学的である」と否定されてしまう。そこで、独自の科学を突き詰めることを志すこととなった。
Oki HAtsuhikoからか、O・H・Aを組み合わせたマークを個人のシンボルとしている。音無森にはAHOマークと呼ばれている。
鬼姫生ら3年の卒業に伴い、彼女が属する四天王の次々期メンバー候補として推薦される。同時に推薦告知された風森・羽井・魅重義があまり乗り気でなかった一方、彼だけは乗り気であり他の面々も流されるように乗る形となった。
ジンの登場で魔法の存在を認識し、風森を喜ばせるためには独創科学は魔法扱いでも構わないという結論に至る。ただし、ジンが言うには発明は魔力を使わないので魔法でもないとのこと。その後、屋上で風森から告白され、恋心を自覚する。
彼の正体は常識知らず(ルールメイカー)。なお、彼の独特な性格もこれが由来であり、魂の経験不足故に機微を察することが苦手とのこと。
ただし、早い段階で己の常識を科学に預けたため、力の発動は狭い範囲にとどまっていた。その枠さえ飛び越えそうになっていたが、風森に告白し彼女に常識を預けることになった。 
大機 発彦（音無森の内包世界のもの）
音無森の内包世界により生み出された、ラプラスのシミュレートした世界における未来の大機。成人男性程度の見た目で、高校生の大機に少し反発心がある。大機が向こうの世界に行かなくて良いよう、代わりに音無森と共に向こうの世界におけるルールメーカーとなった。シミュレートの未来では本物の魔法と触れることがなかったため、科学と風森のどちらかという極端な方向に走った結果、風森を選択して独創科学の力を失った。
羽井 美根（はねい みね）
風森の同級生の少女、イカロス（翼人）の取り替え子。心優しく社交性も高く、風森達のグループをとりなす役割を果たしている。背中から大きな翼が生えているため、服は加工する必要がある。
密かに空を飛ぶことにあこがれを抱いていた。後にクリエイティ部の活動の一つとして大機の発明品を使って飛ぶことに成功する。ただし、大掛かりな作業によってこれが可能となるため常時空が飛べるようになったわけではない。現在は重力操作の発明品を使ったホバリング程度なら自由にできるようになった。
他人の恋愛を妄想するのが好きで、彼女の中では「風森は大機のことが好き」ということが確定している。妄想だけでなくイチャイチャする姿を見るのも好きらしく、蛍樹からは「恋愛話だと自分らより厄介」と評される。
自身は魅重義のことが気になっているようで、時折田中や蛍樹にいじられる。後に魅重義の妹の一人「リノン」の発破に対する回答によって自分の想いが確定。リノンに「魅重義が自分に頼ってくれるようになるまで告白しない」と言ってしまった手前告白するわけにもいかず、早く告白してほしいという複雑な状況に陥った。ちなみに、この状況を半分作ったのは普段いじられている風森であり、仕掛け人である彼女や田中・蛍樹に相談するといじられ、土和は恋愛のレベルが高すぎて同調できず、一人悶々としている。
なお、亜人の中では翼がある以外は人間とほぼ変わらないため、純粋な人間として生きるために翼を切り落とす人もいる模様。そうでなくても、空を飛ぶこと自体はいくらやっても飛べないことで諦めていくのが普通だとのこと。
翼人の特徴として生理は鶏の卵サイズの排卵で行うものの、出産は胎生である。
元の世界ではキュリアウス王家の王女。ドメインは飛行。その際、頭上にエンジェルリングが浮かび上がる。
土和 アンリミテッド（どわ アンリミテッド）
風森の同級生の少女、立派なひげを蓄えたドワーフの少女。通称「アンリ」。怪力の持ち主で、外見と舌は幼いが実直な話し方をする。ただし、怒ると怖い。髭はかなり早いペースで生えてくる。また、金髪なので着色されないために分かりづらいが、目元以外にも体毛が生えている。髭で分かりづらいが面立ちは端正で、髭面なのが非常に惜しいというのが周囲からの評価であった。身長が小学生と思えるほど小さいため、田中（好朗）の膝の上に乗って授業を受けたり食事をしたりする。
一世ではないので妹は人間である。以前親切にしてくれたため、田中という名字の人物が好き。素直すぎるので、変な田中に騙されないか周囲に非常に心配されている。
自分のことで色々悩んでくれた田中好朗が特に気に入っており、髭と好意の狭間で煩悶とする姿を楽しげに見ている。また、田中が蛍樹と好き合っているから付き合うという嘘をついても、ちらちら自分の様子を見るのを微笑ましく思うなど、非常に懐が深い対応をしている。さらには田中が誰を好きになるのかは本人次第と特にアプローチせず、その気持ちを楽しんでいるという非常に余裕のある大人な恋愛を実施中。
ある時、同じくドワーフの先輩で体毛が薄い「土谷」とのやり取りにぐらつく田中を見た結果、やっぱり田中に好かれたくはあるということを自覚。自ら髭をすべて処理し、しおらしくも田中に対してアクティブな性格と化してデートに誘った。あまりに田中の反応を気にする様子は普段の奔放さとのギャップと相まって痛々しいまでの様子であり、田中の説得によってひげを伸ばした状態で彼を魅了する方向を目指す。
なお、髭少女というのは作者が非常に気に入っている設定なのだが、担当編集者からはあまり理解されてない様子。
ちなみに、父親の名前はアルティメット、母親の名前は極美、と極限な名前ばかりとなっている。
ドメインは土や鉱物に干渉する魔法。ハイドワーフなので体格もマッチョになり、更に怪力になる。
魅重義 泰岩（みかさぎ たいがん）
風森の同級生の少年、オーガ（鬼）の取り替え子。怪力の持ち主。体も頑健で、発明品の実験で魅重義が吹っ飛ぶほどの力で殴った結果、殴った大機が骨折したほど。褐色の肌と角が特徴的。物語当初は誰かに頼ることを好まず本心はあまり表に出さないタイプであったが、クリエイティ部と関わるにつれて態度が柔らかくなってきている。
熱血不良タイプだが良識人でツッコミ役もこなす。羽井に淡い恋心を抱いている。他の面子が知らないプライベート情報を話すなど、大機とは仲がいい様子。実は歌が非常にうまい。
親から受け入れられなかった取り換え子で施設育ち。血はつながっていないが同じ施設で育った兄弟姉妹が大勢いる。
角が邪魔で息継ぎができないため、長距離を泳ぐことを苦手としている。そのため、大機への発明品リクエストとして水中呼吸できる道具を頼んだりしている。
元の世界では東国オノゴロの英雄、炎雷を操るサカノミ一族の若様。ドメインは雷の操作。
田中 好郎（たなか よしろう）
風森の同級生の少年、純粋な人間。明るいムードメーカーで少しだけMの気質がある。幼げな少女が好み。回復アプリを利用した骨折などのダメージからの回復を楽しむという斜め上の趣味を持つ。ただし、ラプラスにそれが元で死ぬと予測されたため、大機の監督が若干きつくなった。
初めはたくましい髭がブレーキになって土和を恋愛対象と見ていなかったが、懐かれていることと周囲に煽られたことで揺らいでいる。土和の髭がすっきりなくなってしまう事件によってお互いの意識に大きな変化が生じてからは押され気味。
蛍樹とは幼馴染で、家族や友達から夫婦だの許嫁だの言われているが、本人たちに全くその気はない。そのため、高校でも同じことを言われたら驚かせる目的で付き合う振りをしようと打ち合わせをしていた(ちなみに、先に音を上げた方がここ数年分のお年玉を渡す約束だった)。しかし、近親恋愛に近い倫理的拒否反応を感じて10分で二人とも音を上げ、親友という形に落ち着いた。しばらく一緒にいて、相手がいなければ結婚しようかとも話している。
前述の脱毛状態の土和とのデートは、髭のない彼女がまさしく理想通りの美少女だったため浮かれまくるも、全く彼女らしくない性格に心が耐えられなくなったために永久脱毛宣言をする直前で止め、自分を髭込みで惚れさせるように説得する形で彼女の無理に終止符を打った。逆に言えば二人が恋人になるための壁は「髭があること」一点だけであり、その様子を尾行＆観察していた女子たちからは陰で「なぜそれで付き合わない！？」と突っ込まれた。
蛍樹 六花（ほたるぎ りっか）
風森の同級生の少女、エルフとのハーフで人間。田中の幼馴染で同じくムードメーカー。周囲からの扱いも割と似ている。髪型が非常に変則的。騒がしい性格だが、ホームルーム委員である。幼いころ、エルフに対して憧れを抱いていた。雪華というエルフの弟がいる。
風森とは「リッカー」「ふーりん」と呼び合っているが、羽井ほど仲良しでもなかったりする。なお、風森へのあだ名は読み替えなのだが、「森」と「林」を間違っていることには指摘されてようやく気付いた。ばれる前に「ゆーみん」に切り替えようとするも、定着しなかったために諦めた。
国語はそれなりに成績が良く、足も速い。
ブラコンを拗らせてショタコンになってしまった。タイプに合致するジンに少し好意を抱いていたが、巨大樹の上で田中と土和の告白を見たジンに恋人ではなかったのか、ときかれ改めて告白され恋人となった。
アルヴール・ジン・亜廊・アルフェイム（アルヴール・ジン・あろう・アルフェイム)
異世界のヴァルユング王家の王子。風森との取り替え子で彼女を姉と呼ぶ。3学期に風森達と同じクラスに留学する。
元は人間だがエルフの秘術により魔力を蓄える金髪や遅い成長スピードなどエルフの特徴を持っている。ただし、耳だけはこちらの世界の両親のつながりを求めてそのままである。魔力の少ない人間の世界でも魔法が使えるように精霊石を装着している。彼の使命はこちらの世界でも魔法を意識させ、離れつつある二つの世界をつなぎとめること。
彼が言うには異世界もこちらの世界と似たような文明を築いており、原理が科学か魔法かの違いしかないらしい。ただし、魔法は常識を覆す力であり、通常の原理だけで技術を発達させる科学に驚いていた。
こちらの世界の滞在先は始めは魅重義の孤児院であったが、風森の助けで産みの両親に再会してからは風森家に泊まることになる。ミドルネームにある亜廊は生みの親につけてもらったこちらの世界での名前である。
エルフの秘術によって外見の成長速度は遅らせることができたが精神は実年齢相応に成長してしまったため、異世界では他のエルフと比べ早めに思春期を迎えてしまい恋人を作ることができずヤキモキしていた模様。そのためこちらの世界で六花から好意を向けられたことが嬉しかったらしい。後に六花とは両想いになりエピローグでは結婚の話にまで発展していた。

### クラスメイト
木下 舞（きのした まい）
比較的よく出てくるクラスメイトの女子。面白半分で行動する少し厄介な性格。常にうっすら笑っている。
当初は馬術部（馬は男子生徒）という部をでっち上げて適当に遊ぼうと企んでおり、残った新規部活動枠が1つだったためクリエイティ部創設の障害となった。が、本物のマゾが混ざっていたのでむしろ助けを求めてきた。
その後はモブの一端として現れ、思い付きで適当な言動を繰り返すちょっとしたトリックスター的なキャラとなった。土和の妹が襲撃してきた際に殴られないために臆面もなく妊娠していると言い切るなど、目的を果たすためには自分を餌にすることもいとわないエキセントリックな所もある。
また、何だかんだで馬術同好会として立ち上げて、マゾの相馬を主におちょくっている。他のメンバーは、男子が紅川（デブ）・佐武（ガリ）・六川（細い三白眼）、女子が恵良（癖っ毛八重歯）。なお、女子は元々名義だけの面子で、メインはあくまで木下と男子である。
理想のリアクションをしてくれるということで六川を気に入り、海では普段の言動に任せて体を寄せたりと水面下でアプローチをしていた。後に二人っきりで水族館などに出かけるようになり、六川から告白する形で付き合うようになる。告白される側ではあるが、実際は彼女がそうするように仕向けたものである（そもそも二人きりで遊びに出かけだしたのは彼女の方から）。面白げに自分が付き合っていることを暴露したり普段の言動から遊んでいる感じが抜けないが、実際は付き合えることになった際は赤い顔で軽くジャンプするほど浮かれているなど好意は相当である。
エピローグにて、然相手にからかいを仕掛けても、むしろ有利に立てることの方が少なくなっていることが語られている。
相馬 浩紀（そうま こうき）
馬術同好会メンバーの男子。下ネタ要員のマゾ。その下ネタの内容はえげつなく、加えて下衆な内面を隠さないため男子にすらあまり擁護者がおらず、飄々とした木下にさえ全力で警戒されたことがある。
基本的に（自業自得も含めて）蹴られたり辛辣な対応をされたりと良くない扱いだが、真面目な所もあるらしい。
土和インフィニティに目をつけており、本人および男友達からはそういう面では若干距離を置かれている。
六川 然（ろくかわ ぜん）
馬術同好会メンバーの男子。前述の通り、ストーリー途中から木下と付き合うこととなった。ちなみに、音無森の隕石事件が付き合うきっかけ。
まだ彼女のアクティブな惚気に赤面することも多いが、やっかんだ男子生徒による「現在の幸せ度数に比例した時間だけ関節技を食らう（そしたら許す）」という状況下において、ほぼ迷いなく最大値を口にするだけの度量の持ち主。
佐武 裕也（さたけ ゆうや）
馬術同好会メンバーの男子。相馬の晒しだす下衆な内面を唯一支持する。昔スイミングスクールに通っていたので水泳は得意。たまに佐「竹」と誤解される。
紅川 雄星（べにかわ ゆうせい）
馬術同好会メンバーの男子。肥満体であり自らそれをネタにすることが多い。場の雰囲気が悪ノリしすぎたり、誰かが失言した時に身を呈したジョークで鎮めようとする良いヤツ。見た目に似合わず機敏で、短距離走は得意。長渡の好意に気付き、それに応えた行動をとってカップル成立した。
最終巻幕間では長渡と同棲していることが語られている。一時期は痩せている時期もあったようだが長渡との同棲が始まってからは彼女が提供する大量の料理のおかげで肥満体に戻っている。
水野 悠姫（みずの ゆうき）
クラスメイトの一人。一人称はボク。気が弱く、特に男子の前では恥ずかしがる。得意は水泳。
人間の女子と思われていたが、実は人魚の男子である。この種族は普段は下半身を人間の足に変化させることができ、性器以外の外見の性差がほとんどない（胸もわずかにある）。男子ながら女子として見られかねない身の危険性ゆえ、体育祭でアクシデントが起こるまで種族含めて隠していた。
ドメインは自分の魚の尾を人間の足に変えること。自力で魔力を精製可能。
長渡 七海（ながたり ななみ）
クラスメイトの女子。笑いの沸点が低く常に爆笑している。デブ専。紅川に好意があるがツンデレ気質で、照れ隠しで暴言を吐くこともある。文化祭で共に告白して両想いとなり付き合うこととなる。
最終巻の幕間にて紅川と同棲していることが語られている。
馬壁 理央（まかべ りお）
クラスメイトの女子。長渡と仲が良く、一緒にいることが多い。
恵良 凛（えよし りん）
クラスメイトの女子。八重歯と赤ら顔が印象的。風森との会話で大機の長所を挙げていたら、いつの間にか彼に惚れてしまう。風森の当て馬になる可能性を自覚しているが、二人の恩人になれるならそれでも良いらしい。好物はチキンと大根のカレー。大機にデートを申し込み告白するも断られてしまうが、全力を尽くしたために後悔はない模様。
足立 穂乃果（あだち ほのか）
クラスメイトの女子。女不良グループ「フレスヴェルグ」の一員。彼氏持ち。
相田 花織（あいだ かおり）
クラスメイトの女子。風森の中学時代の同級生。
鵜川原 辰治（うがわら たつじ）
クラスメイトの男子。水泳部員。「鵜河原」と表記されることもある。
田野岡 真央（たのおか まお）
クラスメイトの女子。美術部員。野宮や西原と仲が良い。
幸田 栞（こうだ しおり）
クラスメイトの女子。鵜川原に片思いしている。
須藤 猛（すどう たける）
クラスメイトの男子。空手をやっている。誰かが恋愛面で抜け駆けをした時、制裁として関節技をかける。
浜浦 小春（はまうら こはる）
クラスメイトの女子。体育祭の水泳に出場。
井手 涼子（いで りょうこ）
クラスメイトの女子。バレー部員。ベリーショートヘアが特徴。
月崎 泉美（つきざき いずみ）
クラスメイトの男子。そっけないフリをした青春野郎。
西原 朋子（にしはら ともこ）、野宮 和葉（のみや かずは）
クラスメイトの女子。
樋勝 虎太郎（ひかつ こたろう）、日佐戸 大樹（ひさと たいき）、迎田 悟（むかえだ さとる）、宿里 康介（やどり こうすけ）
クラスメイトの男子。
妻良 桜（めら さくら）
クラスメイトの女子。「マッチョー（マジ超）」「マジげに（本当に）」など独特な言葉をよく用いる。
保見 奏（やすみ かなで）
クラスメイトの男子。風森に片思いしているが、報われないことを半ば自覚している。
吉江 仁美（よしえ ひとみ）
クラスメイトの女子。裁縫が得意で、文化祭で風森らが着用した衣装は彼女の手によるもの。ファッション研究部にスカウトされた。
和泉 宗吾（わいずみ そうご）
クラスメイトの男子。ハンドボール部員。
渡辺 純一（わたなべ じゅんいち）
クラスメイトの男子。水野が男だと知った際には特に大きなショックを受けていた。

### 前四天王
鬼姫生 紅葉（きびゅう くれは）
種族は鬼（オーガ）。文字通り鬼の生徒会長として恐れられているやり手の女子。常に着物姿。笑顔を絶やさないが、目元に影が差していることが多い。また、本気で怒ると顔が般若の如き形相になる。語尾は間延びしている。だが、同じ施設で育った魅重義には甘いブラコン属性持ちで、ついでにロリキャラ好きでもある。そのため、生徒会で廃棄予定だったソファーを提供するお返しとしてほぼ一方的にみょるづきを攫っていった。
かなり好き勝手に行動するタイプで、魅重義には「面白半分に無茶ぶりをするクズ（それでも本気で無理なことは言わない）」と評される。
なお、彼女のような破天荒な人物が生徒会長であるのは校風によるもの。以前とある理不尽な流れで生徒の敵と認識されてしまった生徒会があえて雰囲気をイメージ通りの傲慢な生徒会へと傾けた結果、人目を引く亜人とそれに興味を示すミーハーな人間が多いこともあって「イメージ重視」というスタイルが型にはまったためその流れで行くことになった。それから統廃合を繰り返したことで生徒会・風紀委員・男子不良・女子不良のトップが残り、「四天王」となった。このため、四天王には能力以上に「君臨している」というシチュエーションに生徒が乗ってくれるカリスマ性や魅力が必要となる。彼女の着物もイメージ作りの一環であり、よほど羽目を外しすぎなければ制服を着る必要がない。
ちなみに、後継者の育成に失敗したと言い張って、卒業まで四天王の集まりに顔を出すつもりである。
鞍馬 カルラ（くらま カルラ）
風紀委員長で四天王の一人。天狗だが、取り替え子か混血かは不明。口調が若干男性的である。本編ではあまり出番はないが、真面目な性格である模様。天狗のお面を頭につけている。
同じく四天王の一人である血潮には、彼から仲良くしようと言われても瞼にサミングを撃ち込んだ上、二重になったと発言したら整形代を請求するなど非常に辛辣な態度をとる。体育祭では公衆の面前で彼からの告白を拒否した。一方、好意がないわけではなく、ちゃんとしたシチュエーションで告白をしてほしいと思っている。
血潮 卓人（ちしお たくと）
男子不良グループ「ニーズヘッグ」のリーダーであるヴァンパイア。
前述の通り鞍馬と仲良くしようとするも全力で拒否されている。1年中そんなことをやっているようだが、諦める気もないらしい。魅重義のことを次々期四天王として目をつけているが、大機がみょるづきの発明者と知るやそちらにも興味を示す。
土谷 透（どや とおる）
女子不良グループ「フレスヴェルグ」のリーダーでジェントル髭を持ったドワーフ。一人称は「土谷さん」。堂々とした性格だが、感情豊富。鬼姫生同様、卒業まで居座るつもり。実はドワーフなのに体毛が薄いことがコンプレックス。髭も付け髭であり、取れてしまうと途端に性格がネガティブに傾く。

### 新四天王
樹心院 エルザ（じゅしんいん エルザ）
生徒会長の女エルフ。気丈なふるまいを見せるが、実際は流されやすくメンタルが弱い。風森がキャラを作っていることを知らず、素でエルフっぽい言動をしていると思っている彼女に現在のキャラを否定された際は泣き崩れた。
実は衣装も生徒案を採用したもので、本人は恥ずかしがっている。
なお、天空都市レプレツィアの名前は彼女の創作が元であり、後世に語り継がれる羽目になって大いに赤面している。
小林 菜月（こばやし なつき）
風紀委員で種族は不明（おそらく人間）な女。生真面目そうな振る舞いを見せるが、実際は樹心院を泣かせた風森をヤンキーかやくざのような口調で恫喝するなどほぼ正反対な気質。そして、樹心院にはひたすら甘い。
奥田 稔（おくだ みのる）
ニーズヘッグリーダーのオーク男子。はみ出た牙やおどろおどろしい文字など攻撃的な振る舞いを見せるが、実際は柔和な性格。一人称も本来は「僕」である。
黒樹の勧めで土谷に告白して振られたものの、心は晴れて満ち足りた模様。
黒樹 オルガ（くろき オルガ）
フレスヴェルグリーダーの女ダークエルフ。理系で頭は良いが発想はお馬鹿。彼女だけはキャラを作っている様子はなく、自由な性格をしておりエルザに窘められたりしている。羽井さえもフォローの余地がない片思いを両想いだと思い込んでいたりと人間関係について非常に不器用。風森になついているが、彼女からは内心鬱陶しがられている。失恋後の奥田に告白を要求したものの、彼に困惑された。ドメインは身体強化で自力で魔力を精製可能。

### 五大尊
次期四天王メンバーに加え、新たにイレギュラー枠のラタトスクが加えられたために五大尊となった。
生徒会長の風森、風紀委員の羽井、ニーズヘッグの魅重義、フレスヴェルグの鬼王、ラタトスクの大機の5人である。

### 他のクラスの生徒達
米盛 だんご（よねもり だんご）
放送委員で体育祭の実況を務めた女子。同原作者のいけるとこまでからのスターシステムでの出演。愛宕退場後は彼の父(放送委員顧問)が代理で彼女と共に実況した。この件について、「超辛ぇ」とのこと。
愛宕（あたご）
体育祭の実況を務めた男子。種族は天狗で鼻も長い。
百蛇川（もじゃがわ）
放送委員一年で体育祭でリポーターを務める女子。種族はゴルゴンで感情が高ぶると髪の毛が動く。
羽原 春音（はねはら はるね）
イカロス男子で四天王候補の一人。女子の田中と共に田中・土和ペアに障害物競走を挑む。
鬼王 酔姫（おにお ようき）
鬼の女子で魅重義と同じ孤児院出身。彼にライバル意識を抱き、彼に言い寄る女子に迫る内に女色に目覚めた。四天王候補の一人。体育祭のロミオとジュリエットで浪川(なみかわ)とペアを組み、魅重義・羽井コンビに挑む。
沙魚川 乃愛（はせがわ のあ）
4組の人魚女子。体育祭の水泳に出場。
トッカリ・バルトヴニャー
3組のセルキー女子。体育祭の水泳に出場。一人称は「ヴニャ」で、語尾に「だよ」がつく。泳ぎは苦手なエンジョイ勢。ドメインはアザラシへの変身。
アザラシの被り物をしており、これを男性に持っていかれるとその人と結婚しなければいけないらしい。そのことが知られた際は結構な人数が持ち去りに現れたあたり、人気がある様子。
河上（かわかみ）
2組の河童男子。体育祭の水泳に出場。
藤倉 月光（ふじくら つきこ）
1組の女子で生徒会役員。体育祭のリレーに出場。
小栗 全力（おぐり ぜんりき）
1組の男子で陸上部次期エース。体育祭のリレーに出場。
狐狭間 玉尾（きつねはざま たまお）
獣人の女子で陸上部一年エース。体育祭のリレーに出場。競技開始前には陸上部の練習にあまり出ない蛍樹を愚弄するような言動を取ったが、これは双方同意の上で行われたパフォーマンスであり実際の仲は良好。彼女からもらった髪留めを愛用している。

### その他の登場人物
風森 弓子（かざもり ゆみこ）
風森絃子の母親、人間である。息子の代わりに絃子を取り替え子として受け取った時、子供はみな幸せであるべきでそうしてあげるのが大人の役目だと語り、娘として大切に育てる。
娘にきつい言葉を使わせないために、唐変木をトーテムポールに言い換えるなどの指導をした。
異世界の息子と再会した時、エルフになった彼を受け入れ、亜廊というミドルネームを与えた。
風森 純矢（かざもり じゅんや）
風森絃子の父親、人間である。身内とも丁寧語で話す。弓子と同じく、絃子を娘として育てることに同意した。
息子との再会を歓迎し、入浴などのスキンシップを取っている。子供達の寝起きの悪さは彼譲りらしい。
みょるづき
大槻が3Dプリンター的な何かで一晩で作り上げた少女の外見のメイドロボ。田中の要望で作られたもので、外見もリクエストで中学生程度となっている。なお、創造者である大機への忠誠心は特にない様子。
性能は人間と遜色ないが、容量の問題で一度に4文字しか話せない。ほとんど喋れないので詳しい性格は不明だが、人格は大機のメイド像がベース。羽井曰く「打ち解ける前の風森に似ている」。カチューシャを猫耳型カートリッジに代えると語尾に「ニャー」がつく。ほかにもカートリッジの変更で語尾を変更できる模様。
前述の通り、大機の知能を組み込んで人格を形成しているため、彼の記憶も知識として有している。文字制限のせいで満足に会話ができないが、思考の妨げがあるわけではないので携帯電話の音声読み上げソフトを使うことで会話が可能。文字の打ち込み速度は相当速い。また、語尾に合わせて発言を調整したりもする。
名前は美夜月と書くが専らひらがなで呼ばれる。大機はメイドなので「ミヤゲ」という名前を推していた模様（4文字制限もその当てつけと予想されている）。
鬼姫生に連れていかれた後は、彼女の態度に辟易したのか捻くれる一方である様子。抱き着かれた際は「クソアマ」と罵倒しつつトレイで殴打するくらいに嫌がっている。出番は少ないが、作者からは音無森の素地になったということでそれなりに重要視されてはいる。
製法上、量産可能であるが、希少性が薄れるからと追加製作はされていない。持っていても仕方がないということで周辺機器は鬼姫生に譲渡されている。
建前上は生徒会長付きのメイドロボであるが、生徒会長を退いても鬼姫生は譲る気はない様子。結局どうなったかは不明。なお、校内での知名度がゼロに近い大機が生徒会候補として鬼姫生に推薦されたのは、彼女の開発者であるためで少なくとも四天王の中ではメイドロボであることは周知である様子。
土和 インフィニティ（どわ インフィニティ）
土和アンリミテッドの妹。姉とは異なり種族はノーマル。小学生空手大会で圧倒的な強さで優勝した実力者。通称および自称は「イン」で、姉とは互いに「アンリ」「イン」と呼び合っている。
姉の髭が全損してしまった件で盛大に勘違いし、学校に乗り込んできたのが初登場。学校では友達を作れていないらしく、大機のワープ装置を分けてもらった後は頻繁にクリエイティ部を訪れている（曰く、同級生は子供っぽい）。
一見、大人びて好戦的な性格をしているが、年上に甘えたがり屋で姉にも弱い。男らしい魅重義に憧れるようなそぶりを見せている。ただし、羽井と両想いであることを理解しているため、恋愛の面では身を引いている。一方、相馬のことは初印象が最悪だった上に未来予測でデートしていたと語られたことで、かなり苦手としている。
阿呉夢 リノン（れくれむ リノン）
サキュバスの取り替え子。魅重義や珠景と同じ孤児院に住む女子小学生。魅重義に様々なアピールをするも妹としか見て貰えずに失恋。失恋仲間のインフィニティと友人になる。
種族の性質によるものか性的にませており、魅重義と羽井のセックスを見たがっている。なお、最終的には結局同席した上に録画までした様子。
エピローグでは大学生になっており、インフィニティとルームシェアをするようになった模様。インフィニティにお熱なようで、ルームシェアを同棲と言い張ったり隙あらばキスをしたりと積極的に距離を縮めているようである。
元の世界では夜の国シルファウスの王女。
猫越 珠景（ねっこ たまかげ）
猫の獣人。魅重義や珠景と同じ孤児院に住む女子中学生。お気楽な性格で大胆な衣装を好む。ラプラスのシミュレーター世界では魅重義の熱唱を動画にアップして、彼の歌手デビューの切っ掛けを作った。
蛍樹 雪華（ほたるぎ せっか）
蛍樹六花の弟。姉とは違い種族はエルフ。風森弦子に惚れていたが、クリスマスイブデートで告白した後ふられた。その後も彼女に対して好意は持ち続けていたようだが風森と大機が付き合い始めたことを知らされた際は素直に祝福した。
校長先生
風森達の高校の校長、白髪で髭を生やした爺さん。普段はいたって普通だが、体育祭で厨二台詞を言ったりお茶目なところもある。
そもそも、上記のような生徒会を許容しているように、彼だけでなく教師陣丸ごとがノリを重視する面々となっている。
龍泉寺 真輪（りゅうせんじ  まりん）
種族は魔法使い。自ら魔力を生み出せる希少な種族の一人で、生成した魔力から魔法を利用できる。
通常世界での魔法の復興を目指しており、その思想が暴走して魔術協会の規律を無視しジンから精霊石を奪い取ろうとした。
襲われたジンを助けに来た風森らにドメインを使われ敗北した後、紆余曲折あり天空都市レプレツィアの管理を任されることになった。もっぱら土地開発を担当しており、とりわけ農耕には嬉々として取り組んでいる。
望月 夕佳（もちづき ゆうか）
魔術協会に所属する魔法使い。魔法の隠蔽をモットーとしているものの、魔法自体が絶滅寸前になったため、本音では広く世界に認知させようとしていた。
大きな変化を望まない政府の裏をかくために、大機を使った魔法の復活を画策していた。
世界の龍脈が活性化した後、風森らに天空都市レプレツィアの建国を提言した。その後、各国との利害調整に回って多忙で疲労困憊しているらしい。
クッキング部のたなか
クッキング部に在籍する女子。肉を焼かないクッキング部に失望して退部した土和に対し、別れを惜しんで涙した。

## 大機の発明品

### スマホアプリ一覧
- 自己充電 - オートでスマホの充電を行い、起動している限り電池が切れることがない。アプリを終了すると効果が切れる。
- トンネル効果 - 対象の素粒子をコントロールして、人間などのすり抜けを可能にする。地球を貫通することさえ可能らしい。途中で解除すると埋まる。
- 火を起こす - ライターのちょっとすごい版、バーベキューもできる。
- 万有引力グラヴィトン - 重力子を操って質力を変えずに引力、斥力を操作。
- 人体回復 - 酸素治療の応用により一瞬で対象の傷を修復する、通称「ベホマ」。治癒と魂の復帰は別物として、死者の蘇生は不可能。
- 質量保存の法則 - 対象の質量を携帯端末に移したり、戻したりできる。
- 形状記憶効果 - 遡る形で物質を元の形に復元する、どこまで遡れるかは物質次第。
- 生者必衰の法則 - 命あるものを魔王すら一瞬で滅ぼす。夢オチ。
- 錬金術 - 鉄を黄金に変化させる。
- 量子テレポート - アプリを入れた他の携帯端末をゲートとしてワープが可能。当初は大機の認識範囲外で効果が切れる欠点があったため、後にサーバーを一度経由するよう改良された。
- 3Dプリンター - データ入力すればアンドロイドなども作成可能。
- 光アームハンド - グラヴィトンの応用でサイコキネシスに似た物体操作が可能。

### そのほかの発明品
- 風を起こす腕輪
- 光サイクロン - 電気と熱で気圧差を生んで風を起こし、光圧と重力を操作して風を自在に操る。風を起こす腕輪の改良型。
- パンチ力増強シューズ - ただし、身体強度は変わらないので、下手をすると自滅する。のちに改造された様子。
- みょるづき
- 矢を引き付けるポイント
- 水中呼吸器
- 未来シミュレーター・ラプラス
- 頭の中を読み込んで映像化と保存ができるデバイス - ラプラスと同じヘッドセットを使用。映写やVR、直接脳内への出力が可能。
- 音無森 弦子
- 星穿つ弓張月（アルティミシアカタストロフ）まほろば
- ラジオ部品とプラスチック板だけで作ったワンセグテレビ
- 十六連打矯正サポーター
- モノを冷やす逆レンジ
- 意図的に止めない限り回り続けるヨーヨー
- 電源なしで充電できる充電器
- 小型扇風機
- 永久機関の電池
- 空気中の水分を瞬時に集めて飲料水にするペットボトル
- 超・魔力吸引装置ジャムシード - 周囲の魔力を一瞬で吸収しエリクサーを製造する。
- エリクサー - 飲むと魔力が増大する。
- マナクリア - 魔力の干渉をカットするアイテム。
- 異世界ゲート

### 発明によらない超能力
- 理論武装 確率論 - 0以上の確率の事象を必ず成功させる。
- 理論武装 カオス理論 バタフライエフェクト - 怪しい動きであらゆる事象に干渉する。いわゆる乱数調整。
- 体の電気信号を操作し高速移動をする

## 書誌情報
- 野呂俊介『スピーシーズドメイン』 秋田書店〈少年チャンピオン・コミックス〉、全12巻
  1. 2014年7月8日発売[2]、ISBN 978-4-253-21595-4
  2. 2015年2月6日発売[3]、ISBN 978-4-253-21596-1
  3. 2015年9月8日発売[4]、ISBN 978-4-253-21597-8
  4. 2016年4月8日発売[5]、ISBN 978-4-253-21598-5
  5. 2016年10月7日発売[6]、ISBN 978-4-253-21599-2
  6. 2017年4月7日発売[7]、ISBN 978-4-253-21993-8
  7. 2017年10月6日発売[8]、ISBN 978-4-253-21994-5
  8. 2018年4月6日発売[9]、ISBN 978-4-253-21995-2
  9. 2018年10月5日発売[10]、ISBN 978-4-253-21996-9
  10. 2019年4月8日発売[11]、ISBN 978-4-253-21997-6
  11. 2019年10月8日発売[12]、ISBN 978-4-253-21998-3
  12. 2020年3月6日発売[13]、ISBN 978-4-253-21999-0